# Lizzano Pistoiese
Lizzano Pistoiese (già Castello di Lizzano poi Lizzano in Pistoja) è una frazione del comune italiano di San Marcello Piteglio, nella provincia di Pistoia, in Toscana.
Anticamente il centro era diviso in abitati distinti, simili a contrade come: Baldiola, Petreta, Erta,  Vitalatico, Crociale, Piazza.
Altre località distanti dal paese, facenti però parte del suo territorio sono: Le Frane, Podernuovo, Rio di Cecco, La Cella, La Sala, Le valli Franate, Buti, Butino,  il Barco e Butalvecchio

## Storia
Antico borgo in amena posizione nella valle del torrente Lima, già probabile insediamento celto-ligure da cui sembra trarre il nome (come per la corrispettiva d'oltralpe) dall'essere stata parte della Silva "Litanam", il cui toponimo allude al lituo (bastone sacedrotale), quindi Lithanus luogo dove si svolgono riti sacri.
Un tempo capoluogo della Montagna pistoiese, fu uno dei primi liberi comuni della montagna, in quanto la Pieve di Lizzano aveva facoltà di battezzare direttamente in chiesa anziché nel battistero. Il comune si estendeva per le Valli della Volata, della Verdiana e l'Alta Val di Lima con il Sestaione, includendo quindi gli abitati del comune di Abetone Cutigliano (meno il bacino Adriatico di tale territorio), le località di Vizzaneta, Pratale, Lancisa e Spignana. Attorno al 1255-1300 Cutigliano si staccò dal comune materno prendendo il territorio dell'Alta Lima, mentre nel 1507 si separarono da Lizzano i paesi di Lancisa e Spignana per formare un ente di governo autonomo (da cui sorse un comune vero e proprio nel 1551).
Il 10 febbraio 1814 ebbe luogo un movimento franoso mastodontico che lentamente inghiottì quasi tutto il paese (risparmiò qualche casa della Baldiola). I racconti dell'epoca dicono che per molti giorni si continuò a vedere la torre campanaria la quale sembrava galleggiare nella massa franosa, fino alla sua completa sepoltura. Essendo stato però rilevato lo smottamento con sufficiente anticipo furono salve le vite umane. Le testimonianze principali del suo insigne passato (il Palazzo Pretorio, la Pieve e l'Ospedale dei Pellegrini) sono state, perciò, completamente cancellate.
Oggi è centro di villeggiatura estiva, ideale punto di partenza per escursioni e percorsi naturalistici nei boschi di castagni che circondano l'abitato.
Nella storia del borgo si annovera la presenza della personalità di
Giovacchino Forzano, regista e autore teatrale, che nel paese era solito trascorrere lunghi periodi di vacanza e qui produsse alcune fra le sue maggiori opere.

## Monumenti e luoghi d'interesse
- Chiesa di Santa Maria Assunta. Vi sono custodite alcune opere d'arte tra le quali, di Ambito peruginesco,  una Madonna col Bambino e santi, della prima metà del '500.[2]
- Monumento funebre della famiglia Lazzi, situato nel cimitero comunale, lungo la strada che conduce all'abitato di Vizzaneta, è impreziosito dalla presenza di tre statue in bronzo di Francesco Messina
- Murales, caratteristica del paese, eseguiti a partire dagli anni ottanta dal Gruppo Donatello, di cui fanno parte artisti fiorentini